# Formatie van Nonceveux
De Formatie van Nonceveux is een geologische formatie in de ondergrond van het oosten van België. De formatie behoort tot het Onder-Devoon en bestaat uit kwartsiet en schalie (schiefer). Ze is genoemd naar het dorp Nonceveux, bij Remouchamps in de provincie Luik.

## Beschrijving
De Formatie van Nonceveux bestaat uit ten minste tien cycli van lichtgekleurde kwartsiet, overgaand in kleiige zandsteen, en aan de top bruinrode schalie. De kwartsietbanken zijn enkele meters dik; de schalie is roodbruin, grijs, of beige van kleur. Individuele cycli zijn tussen 1,75 tot 14 meter dik. De totale dikte van de formatie is tussen de 100 en 120 meter.
De Formatie van Nonceveux is diachroon van aard. Met behulp van palynologie (onderzoek van fossiele sporen) is de formatie bij Pepinster in het bovenste deel van het Lochkoviaan geplaatst, en bij Hoei in het Pragiaan.

## Verspreiding
De Formatie van Nonceveux komt alleen voor in het zuiden en oosten van de provincie Luik: in het oosten van het Synclinorium van Dinant en in het Dekblad van de Vesder. 
Stratigrafisch ligt de Formatie van Nonceveux boven op de Formatie van Bois d'Ausse; ze wordt afgedekt door de Formatie van Solières of de Formatie van Acoz.